# 426. п. н. е.

## Догађаји
- Етолска кампања - неуспешна акција атинског војсковође Демостена током Пелопонеског рата
- Битка код Идомена
- Битка код Танагре